# Адріан Мургаус
Адріан Мургаус  (англ. Adrian Moorhouse, 24 травня 1964) — британський плавець, олімпійський чемпіон.

## Виступи на Олімпіадах
| Олімпіада         | Дисципліна                    | Місце |
| ----------------- | ----------------------------- | ----- |
| Лос-Анджелес 1984 | плавання на 100 метрів брасом | 4     |
| Лос-Анджелес 1984 | плавання на 200 метрів брасом | 9     |
| Лос-Анджелес 1984 | комплексна естафета 4 × 100   | 6     |
| Сеул 1988         | плавання на 100 метрів брасом | 1     |
| Сеул 1988         | плавання на 200 метрів брасом | 17    |
| Сеул 1988         | комплексна естафета 4 × 100   | 8     |
| Барселона 1992    | плавання на 100 метрів брасом | 8     |